# SWOT (manga)
Swot (スウォット?, Suotto) è un manga giapponese scritto e disegnato da Naoya Sugita.
Il suo primo capitolo è stato pubblicato in Giappone nel numero 31 di luglio 2010 da Shūeisha sulla rivista Weekly Shōnen Jump, concluso poi nel numero 51 di ottobre 2010 della suddetta rivista.

## Trama
Manabizaki Kyo è un liceale molto studioso, ovvero un "secchione"(in inglese, Swot), il cui sogno è costruire un UFO. Per farlo decide di voler entrare nella prestigiosa università giapponese Tōdai, e quindi dovendo scegliere un liceo che gli permetta di entrare facilmente in quest'università, attirato da un falso volantino, si iscrive nel liceo Skeleton. Appena entrato però subito si renderà conto che quello è un liceo per delinquenti, dove ogni giorno coloro che desiderano raggiungere il "Teppen", il titolo che ti indica come più forte e ti permette di comandare la malavita, combattono tra loro. Manabizaki non vuole immergersi in queste battaglie, ma vi si ritroverà comunque coinvolto. Il giovane studente però, fortunatamente, è anche un esperto di combattimento, ma ben presto scoprirà che i suoi avversari sono capaci di utilizzare poteri di cui lui ignora l'esistenza.